# Vasile Mocanu
Vasile Mocanu (n. 27 septembrie 1946 – d. 2 februarie 2022) a fost un politician român, membru al Partidului Social Democrat. În anul 2008 a fost ales deputat în circumscripția electorală nr. 24 Iași, colegiul uninominal nr. 4 pe listele Alianței PSD+PC.

## Biografie

### Studii și specializări
- 1953-1960 - școala generală
- 1960-1963 - școala profesională Operatori-Chimiști, Borzești
- 1963-1967 - Liceul teoretic, Comănești, județul Bacău
- 1967-1972 - Facultatea de Agronomie, Iași
- 1977-1982 - Facultatea de Zootehnie și Medicină Veterinară, Iași

### Activitate profesională
- 1964-1967 - operator chimist - Combinatul Chimic Borzești
- 1972-1982 - șef firmă zootehnică Războieni, I.A.S. Târgu Frumos, județul Iași
- 1983-1990 - ing. șef și director I.A.S. Târgu Frumos, județul Iași
- 1990-1994 - șef fermă zootehnică Războieni, județul Iași
- 1994-2000 - director general S.C. Agricola S.A., Târgu Frumos, județul Iași

## Activitate politică

### Funcții, activități într-un partid politic
- Membru din 1994 al Partidului Social Democrat
- Vicepreședinte al Organizației Județene Iași - PSD
- 2000-2008 Parlamentar PSD Iași

### Funcții, activități parlamentare anterioare
- 2000-2004 - Senator PSD - Comisia pentru agricultură, silvicultură și dezvoltare rurală, vicepreședinte
- 2004-2008 - Deputat - Comisia pentru agricultură, silvicultură, industrie alimentară și servicii specifice, secretar